# Варклед
Варкле́д (рос. Варклед) — річка в Росії, права притока річки Іж. Протікає територією Агризького району Татарстану.
Річка починається за 1,5 км на північний захід від села Варклед-Аул, через яке потім і протікає. Протікає спочатку на південний схід, потім повертає на схід, а нижня течія спрямована на північний схід. Впадає до Іжа біля колишнього села Старе Аккузино. Береги високі, долина вузька. Річка приймає декілька дрібних приток, створено ставки.
Над річкою розташовані такі населені пункти, як Варклед-Аул, Янаул, Варклед-Бодья та Кучуково.